# Sekulární františkánský řád

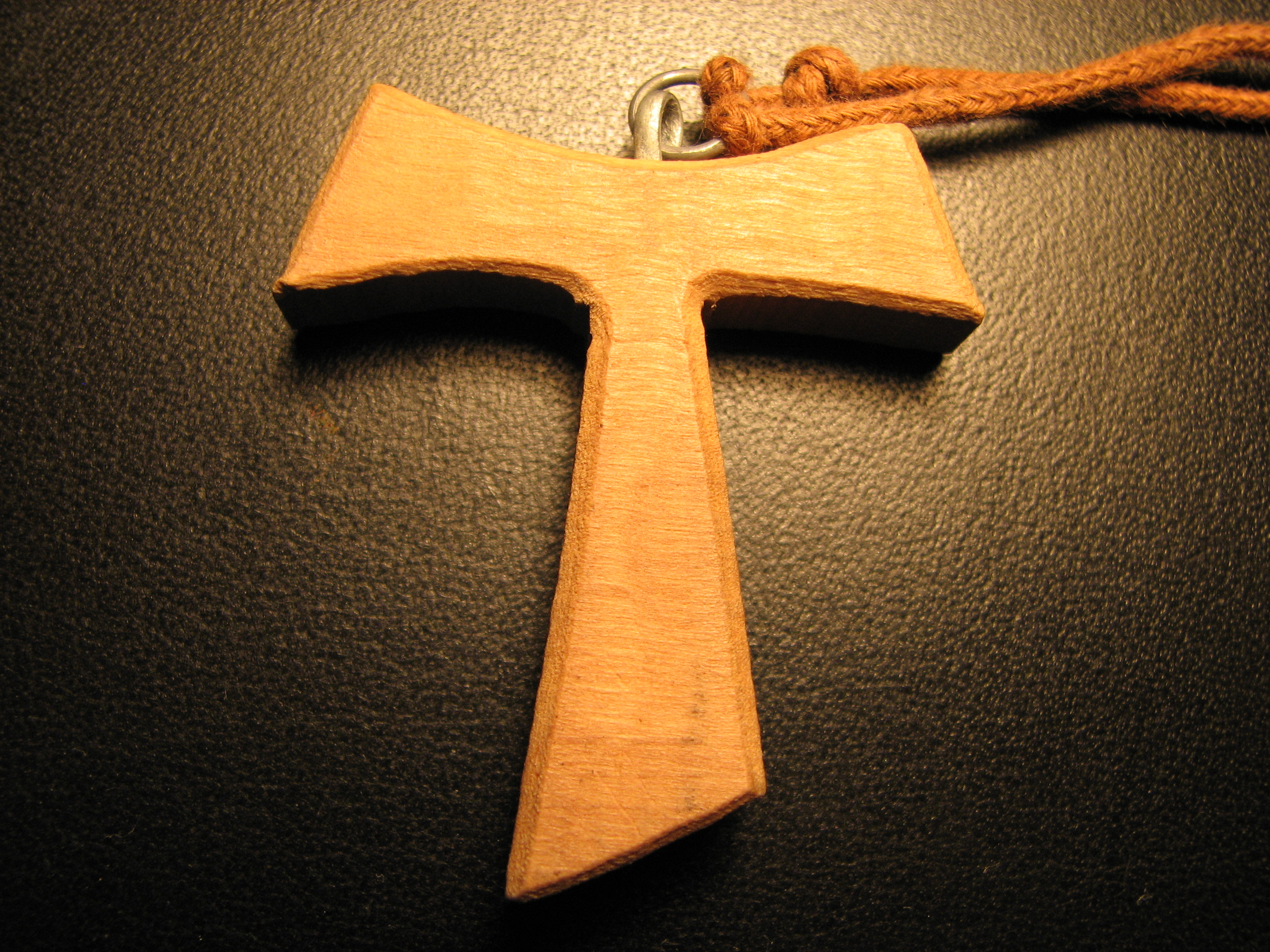
Tau kříž – symbol sekulárních františkánů

Sekulární františkánský řád (latinsky: Ordo Franciscanus Saecularis, zkratkou OFS) je komunita katolických mužů a žen ve světě, kteří usilují žít Kristův život v duchu spirituality svatého Františka z Assisi. Sekulární františkáni jsou terciáři, neboli členy třetího řádu, který založil svatý František z Assisi před 800 roky.
Původně byli terciáři známí jako kající bratří a sestry, kteří nejsou vázáni řeholními sliby v řádu a tvořili ho jak laici (muži a ženy) a tak diecézní duchovenstvo (jáhni, kněží a biskupové).
Ačkoli Sekulární františkáni nejsou vázáni stejnými sliby, jako členové prvního a druhého františkánského řádu, kteří žijí v komunitě, podléhají též řeholnímu slibu.
Vzhledem k tomu, že třetí řád patří do Františkánské rodiny (patří sem: Řád menších bratří, Řád menších bratří kapucínů, Řád menších bratří konventuálů, Chudé sestry svaté Kláry a řeholní kongregace), třetí řád nepodléhá pod jurisdikcí bratří prvního řádu a je plně autonomní. První řád třetímu řádu zajišťuje pastorační péči a duchovní pomoc, jako úkol daný jim svatým stolcem.

## Historie

### Založení Sekulárního třetího řádu

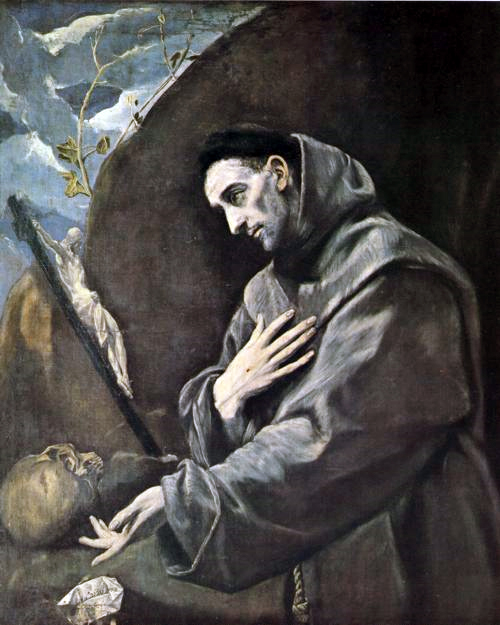
Sv. František z Assisi (1182–1226), zakladatel františkánského hnutí

Sekulární františkánský řád a další františkánské větve jsou učedníci svatého Františka z Assisi. Kázání a osobní život svatého Františka z Assisi a jeho prvních učedníků byl tak přitažlivý, že mnoho ženatých mužů a žen také chtělo vstoupit do prvního nebo druhého františkánského řádu a prosili Františka, aby je naučil dokonalejšímu způsobu života.
František jim ukázal, jak mají vést život evangelia doma a ve své práci, učil je šířit učení evangelia slovem i příkladem ve svém okolí, ve své rodině, sousedům. Našel pro ně světskou řeholní cestu animovanou františkánským duchem.
V sepsání řehole pro terciáře Františkovi pomáhal jeho přítel kardinál Ugolino, pozdější papež Řehoř IX.
Místo, kde byl třetí řád poprvé představen není známé. V poslední době se však převažuje názor, že to bylo ve Florencii a to z pověření Mariana Faenza, pro kterého je psaná papežská bula (Potthast, "Regesta Pontificum", 6736), zatímco "Fioretti "(kap. XVI.), řadí vznik do Cannara, malého městečka (pěšky dvě hodiny od Porziunkuly).[6] Mariano a Bulla pro Faenza (16. prosinec 1221) poukazují na rok 1221 jako datum vzniku instituce třetího řádu.
Život podle řehole sv. Františka pro terciáře si rychle osvojilo mnoho manželských párů a svobodných mužů a žen a zejména vdov, kteří neměli povolání žít řeholní komunitní život v přísné chudobě bratří a sester z prvního řádu. Horlivě praktikovali Františkovo učení, jak to bylo možné v jejich postavení, modlitbu, pokoru, sebezapření a věrně vykonávali povinnosti františkánského stavu, především charitu. Stejně jako František, se starali o malomocné a lidi na okraji společnosti.
Třetí řád získal velkou sílu ve středověkém právním systému, takže dokonce mužští členové řádu nemohli být odváděni (verbováni) do častých bitev té doby, protože řehole jim zakazovala používat zbraně

#### Prameny
Fioretti di San Francesco, neboli Kvítky svatého Františka, kapitola XVI, obsahuje slavný příběh Františkova kázání ptáčkům. František, mnich Masseo a Friar Agnolo cestovali kázat do města zvané Saburniano (Cannara ). Lidé, kteří je slyšeli, byli tak nadšeni jejich poselstvím, že chtěli opustit město a jít s bratry do divočiny. František jim však vysvětlil, že to není nutné, aby opouštěli své rodiny, ale místo toho pro ně založil třetí řád „pro spásu všech lidí“. František nechtěl šířit evangelium na úkor rodin.
Odmítl vstup ženatých mužů (a vdaných žen do klášterů klarisek), protože rodina je svátostné stvoření boží. Napsal jednoduchou a jasnou řeholi, podle které mohli laici žít pokání ve svátosti manželské lásky a sloužit Pánu tím, že budou sloužit svým bližním v místě, kde žijí.
Další příběh o založení třetího řádu, vypráví o Luchesio Modestini, chamtivém obchodníku z Poggibonzi, kterého změnilo setkání s Františkem v roce 1213. On a jeho manželka Buonadonna se rozhodli zasvětit svůj život modlitbě a sloužit chudým.
Zatímco mnoho manželských párů v té době řešilo svoji náboženskou konverzi tím, že se rozdělí a vstoupí do mužského a ženského kláštera, manželé Modestini se cítili povolán žít řeholní způsob života společně.
František pro ně napsal řeholi, aby tak mohli žít. Tak vznikl františkánský třetí řád. O Chiesa della Morte Buona ve městě Cannara (Kostel dobré smrti, dříve jmenoval, „Kostel Stigmata S. Francesco“), se tvrdí, že místem, kde vznikl třetí řád. Dalším uchazečem ze stejného města je kostel S. Francesco.

### Řehole
Nejstarší řehole byla nalezena v Guarnacci knihovně ve Volterra.[7] Dokument je známý jako starší verze, „Dopisu všem věřícím“ a byl pravděpodobně složen před rokem 1215, pozdější verze byla dokončena asi v roce 1220. U obou je prokázáno, že byly sestaveny Františkem.
Oba dokumenty vyzývají laiky k životu v pokání, tj. aby se odvrátili od hříchu k Bohu. V dřívějších spisech František popisuje jak dojít ke konverzi:
- láska k Bohu
- milovat bližního
- odvrátit se od našich hříšných sklonů
- „přijímat tělo a krev našeho Pána Ježíše Krista“, a v důsledku výše uvedených kroků pak,
- přinášet ovoce pokání – obnovit svůj život k lásce, odpuštění a soucitu vůči ostatním.

František mluví nadšeně o těch, kteří přijali tento způsob života: 
„Ó jak blažení a požehnaní jsou ti muži a ženy, když toto činí a v tom vytrvají, 6 neboť na nich spočine Duch Hospodinův [355] a učiní si u nich příbytek a domov, a jsou dětmi nebeského Otce, jehož skutky činí, a jsou snoubenci, bratry a matkami našeho Pána Ježíše Krista. Snoubenci jsme tehdy, když v Duchu svatém se spojuje věrná duše s naším Pánem Ježíšem Kristem. Jeho bratry jsme, když plníme vůli nebeského Otce."

Řehole byla schválena papežem Honoriem III. v roce 1221. Poté, byla řehole revidována v roce 1289 františkánským papeže Mikulášem IV. a papežem Lvem XIII., která byla schválena v roce 1883 s názvem Misericors Dei Filius. Současná řehole třetího řádu byla dána papežem Pavlem VI. v roce 1978 s apoštolským dopisem Seraphicus Patriarcha[8]. Je navržena tak, aby upravila sekulární františkánský řád potřebám a očekáváním církve v podmínkách měnící se doby.
Celkového ducha terciářského života lze nalézt v článku 4:
Řehole a život sekulárních františkánů je toto: zachovávat evangelium našeho Pána Ježíše Krista podle příkladu sv. Františka z Assisi, který od Krista [čerpal] podněty pro svůj život a učinil jej středem svého života s Bohem a s lidmi. Kristus je dar Otcovy lásky a cesta k němu. On je pravda, do které nás uvádí Duch Svatý. On [sám] je život, který nám přišel dát v hojnosti.
Sekulární františkáni se kromě toho mají často věnovat četbě evangelia. Z evangelia mají přecházet k životu a ze života k evangeliu.

## Organizace

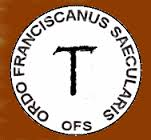
OFS-Mezinárodní znak OFS

Sekulární františkánský řád (OFS) je občanské sdružení v katolické církvi. Je rozděleno do bratrských společenství různých úrovní: místní, oblastní, národní a mezinárodní.
OFS se řídí zákony církve a svými vlastními zákony: řehole, Konstitucemi, Rituál, a místními zemskými stanovami. Výklad řehole a Stanov patří Svatému stolci. Praktická interpretace Stanov s cílem sladit její uplatnění v různých zemích a na různých úrovních řádu, patří do odpovědnosti generální kapitoly OFS. Vyjasnění konkrétních bodů, které vyžadují rychlé rozhodnutí, je v kompetenci předsednictva Mezinárodní rady OFS. Mezinárodní rada OFS má své vlastní stanovy schválené Generální kapitulou OFS.
Národní bratrská společenství mají své vlastní stanovy schválené Mezinárodní radou OFS. Oblastní a místní bratrství může také mít své vlastní stanovy schválené Radou na vyšší úrovni. Bratrská společenství na různých úrovních jsou animovaná a řízená ministrem (prezidentem), místní radou, a to vždy souladu s řeholí, Konstitucemi, a vlastními stanovami. Rady jsou volené. K mezinárodnímu společenství www.ciofs.org se hlásí v celém světě asi 400 000 členů.
Mezinárodní bratrství je vedené a animované ministrem nebo prezidentem spolu s Mezinárodní radou (CIOFS), která má sídlo v Římě.

### Organizace v České republice
V České republice je 50 Místních bratrských společenství, kterým slouží Národní rada volená jednou za tři roky. Sídlo Národní rady je v Brně, v klášteře Kapucínů. Národní rada se schází na svá zasedání čtyřikrát ročně. Národní rada pořádá pro místní bratrská společenství 2 x ročně formační setkání, 1 x ročně setkání pro ministry místních společenství a dále Národní Františkánskou pouť na Hostýn. Národní rada též pomáhá místním radám v pořádání mnoha místních setkání, formací, duchovních cvičení a poutí.

## Františkánská spiritualita
František radikálně žil evangelium. Papež Pius XII. k tomu v roce 1956 uvedl: 
"Bůh je láska, je dobro, opravdu nejvyšší dobro. Františkánský způsob uvažování je založen na osobním setkání s Ježíšem, s jeho láskou a dobrem. Z obrácení vzniká horlivá oddanost, která nám pomáhá jej vidět, ani ne tak v jeho slávě, jako spíše v jeho lidské lásce (např. jesličky, utrpení na kříži)."

Františkáni kladou důraz na skutečnosti, že Bůh je láska. Zatímco každý křesťan věří, františkáni se rozhodli (jako sv. František) evangelium zrealizovat. Usilují evangelium žít (podle spirituality Františka a zejména pečlivým čtením evangelia). Vycházejí z evangelia do života a ze života se vrací k evangeliu.

### Základní prvky františkánské spirituality
- Žít ve společenství s Kristem chudým a ukřižovaným
- Žít v lásce k Bohu.
- Žít v bratrství se všemi lidmi a celým stvořením.
- Žít s církví a v souladu s jejím posláním.
- Žít v neustálém obrácení.
- Žít modlitbou – liturgickou, osobní, společnou.
- Žít jako nástroje míru a pokoje.

### Být sekulární (světský)
Terciáři žijí ve světě. Jsou Kristem povoláni do služby v řádu. Svůj život s Kristem aplikují do běžného života. Sílu a příklad čerpají také z bohatých zkušeností františkánských postav z minulosti, mužů a žen z řad třetího řádu. Snaží se kreativně reagovat na nové evangelizaci, na výzvy papežů. Učí se neustále hlouběji znát a chápat spiritualitu sv. Františka.

### Bratrství
Povolání pro život v řádu je povoláním pro život ve společenství bratrů a sester (nikoliv pro jednotlivce). K rozhodnutí slouží společná formace na společných setkáních, společné modlitby a bratrský život.
Bratrství vyžaduje silnou osobní angažovanost v modlitbě a komunikaci, vyžaduje obětavě žít pro společenství, věnovat přitom pozornost pokynům církve, a potřebám místní společnosti. Terciáři se zavazují snížit své vlastní osobní potřeby tak, aby byly schopni lépe se dělit o duchovní a materiální statky se svými bratry a sestrami, zvláště s těmi, kteří to nejvíce potřebují.
Jsou vděčni za to, co od Boha dostávají a používají to jako dobří správci a ne jako vlastníci. Snaží se vyhnout konzumnímu způsobu života a ideologiím a postupům, kterým dává sobecký svět přednost. Snaží se mít čisté srdce, které je zdrojem pravého bratrství.

### Misijní činnost
Sekulární františkány lze poznat podle Tau kříž nosí jako klopě pin (zde), nebo přívěsek.
Sekulární františkánský řád se snaží osobně a vytrvale studovat evangelium a Písmo svaté, zavazují se žít duchem blahoslavenství a chudoby. Žijí v duchu neustálého obrácení. Snaží se zajistit své rodiny a společenství prostřednictvím poctivé práce. O dary jež obdrží, se dělí s ostatními, zejména s těmi, kteří to nejvíce potřebují. To je jejich hlavní způsob evangelizace.

### Environmentální spravedlnost
Po vzoru svatého Františka z Assisi, patrona ekologie, spolupracují podle svých možností a schopností s úsilí v boji proti znečištění a ochraňují vše co je cenné v přírodě. Ekologie často úzce souvisí s nepřiměřeným strádáním na chudých v ekologicky postižených oblastech.

### Sociální spravedlnost
Sekulární františkáni jsou povoláni, aby hájili důstojnost lidské osoby, bojují proti všem formám vykořisťování, diskriminace a vyloučení a proti každému postoji lhostejnosti ve vztahu k ostatním.
Podporují budování bratrství mezi národy. Sekulární františkáni se snaží být konat také v oblasti veřejného života. Snaží se spolupracovat na vytváření zákonů a vyhlášek. Tak jak jim to dovolují jejich schopnosti a možnosti v místní samosprávě nebo i ve vyšších složkách státu.

### Práce a volný čas
Pro Františka byla práce dar a milost. Každodenní práce je nejen prostředkem obživy, ale i příležitost sloužit Bohu a bližnímu, stejně jako způsob, jak rozvíjet svoji vlastní osobnost. Terciáři jsou přesvědčeni, že práce je právo a také povinnost, a že každá forma zaměstnání si zaslouží respekt.
Usilují, aby pracovní podmínky mohly být stále lidštější. Odpočinek a rekreace mají pro terciáře hodnotu a jsou vědí, že jsou nezbytné pro osobní rozvoj. Sekulární františkáni proto udržují rovnováhu mezi prací a odpočinkem, a snaží se o smysluplné využití jejich volného času.

### Mír
Sekulární františkáni jsou povoláni být nositeli míru v rodinách a ve společnosti. Zřekli se používání násilí, ale nezřekli se obrany. Mír je pro ně dílem spravedlnosti a ovocem usmíření a bratrské lásky. Zatímco uznávají jak osobní, tak národní právo na sebeobranu, respektují ty, kteří z důvodu svědomí, odmítají nosit zbraně. Vždy se snaží mít na mysli, že jejich jakákoliv důvodná intervence má být inspirována křesťanskou láskou.

### Rodina
Sekulární františkáni mají vlastní rodinu jako první a základní místo, kde se snaží se žít svůj křesťanský závazek a své františkánské povolání. Hledají prostor pro modlitbu, pro slovo Boží a pro křesťanskou katechezi.
Manželské páry nacházejí v řeholi účinnou pomoc na jejich společné cestě křesťanského života, uvědomují si, že svátost manželství je Kristův dar církvi. Krása a síla lidské lásky manželů je hlubokým svědectvím pro celou jejich rodinu, pro církev i okolní svět.

### Mládí
Počátek je ve výchově dětí v rodině k bratrskému společenství a k dobrovolnému obdivu ke spiritualitě Svatého Františka z Assisi. K tomu je třeba moudré pedagogiky vhodné k jejich věku. Národní stanovy napomáhají s ustanovením skupin františkánské mládeže. Františkánská mládež tvoří mladé lidi, kteří cítí volání Ducha Svatého k životu v bratrském společenství, ve světle poselství sv. Františka. Většinou se tak děje při klášterech prvního řádu.

### Vstup do Řádu a formace
Podmínky pro přijetí jsou: vyznávat katolickou víru, žít ve společenství s církví a mít dobré morální postavení.
Nutné je mít jasné známky povolání.
Členství je dosaženo prostřednictvím seznamování, osobní formace a povolání. Formace probíhá celý život a začíná se vstupem do společenství.
Za formaci je odpovědný sám kandidát, dále celé společenství, místní rada, formátor, a duchovní asistent. Samotná oficiální profese je slavnostní církevní akt, při kterém kandidát obnovuje své křestní sliby a veřejně potvrzuje svůj závazek žít evangelium ve světě, podle příkladu Františka a podle řehole, konstituce a dalších františkánských dokumentů.